# Romedenne

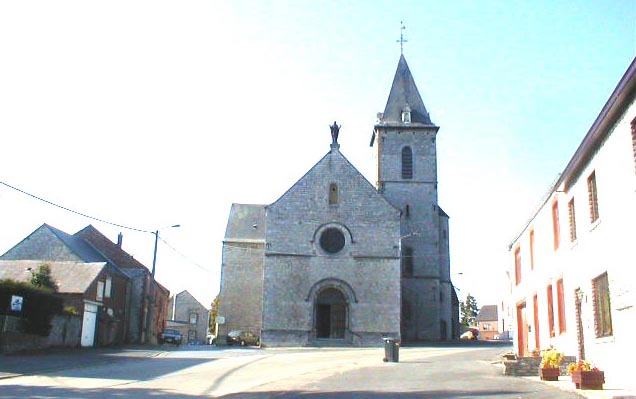
Kirche

Romedenne (wallonisch Rômedene) ist ein zur belgischen Gemeinde Philippeville gehörendes Dorf in der Provinz Namur in der Wallonischen Region.
In Romedenne leben 624 Einwohner (Stand 2011).
Erstmals urkundlich erwähnt wird das Dorf in einer Besitzbestätigungsurkunde des Bischofs von Lüttich für das Kloster St. Hubert von 817 als "Rumendinis" (Wampach UQB I, Nr. 58). 
Die Kirche St.-Pierre des Dorfes entstand in den Jahren 1890/1891 in neoromanischem Stil. Wie auch das etwas weiter nördlich gelegene Nachbardorf Surice brannten im Ersten Weltkrieg am 25. August 1914 deutsche Truppen Romedenne nieder. Hierbei kam es auch zu zumindest einer Hinrichtung.
Die bis 1977 selbständige Gemeinde Romedenne wurde dann im Zuge einer Kommunalreform an die Gemeinde Philippeville angegliedert.